# جی‌اس۲۵
جی‌اس۲۵ (انگلیسی: GS25) شرکت خرده‌فروشی کره‌ای است، که در سال ۱۹۹۰ تأسیس شد.